# رافاييل كامارا
رافاييل كامارا (بالإسبانية: Rafael Cámara)‏ هو مبارز بالسيف مكسيكي، (و. 1904 – 1969 م).

## وصلات خارجية
- رافاييل كامارا على موقع أوليمبيديا (الإنجليزية)